# Georg Busse-Palma

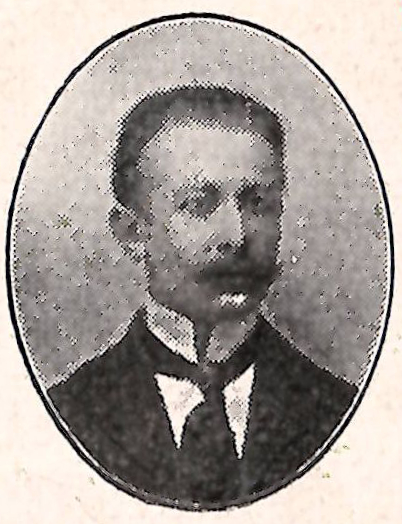
Georg Busse-Palma

Georg Busse-Palma (* 20. Juni 1876 in Lindenstadt bei Birnbaum, Provinz Posen, Preußen, als Georg Paul Busse; † 14. Februar 1915 in Teupitz) war ein deutscher Dichter und Stiefbruder des Schriftstellers Carl Hermann Busse. 

## Leben
Georg Paul Busse, der 1897 das Pseudonym Georg Busse-Palma annahm, führte in den 1890er Jahren ein unstetes Vagabundenleben (darin wohl auch ein Anhänger der Lebensreformbewegung), das ihn unter anderem nach Österreich, Belgien, Frankreich und Italien brachte. Die meiste Zeit lebte er nahezu mittellos, was durch zahlreiche Bettelbriefe, so auch an Heinrich Jacobowski und Theobald Ziegler, belegt ist. Nach der Jahrhundertwende ließ er sich in Berlin nieder, wo er von seinem Stiefbruder finanziell unterstützt wurde. Ein wohl schon seit seiner Jugend bestehendes, nicht näher bekanntes, psychisches Leiden brachte ihn 1915 in die Nervenheilanstalt bei Teupitz, wo er sich am 14. Februar 1915 das Leben nahm.
Busse-Palmas Gedichte zeichnen sich durch einen bildreichen, farbigen Stil aus, der durch zahlreiche morbide Metaphern getragen wird. Sie lassen sich dem Symbolismus ebenso wie dem Jugendstil zuordnen.

## Werke (Auswahl)
- Gedichte, 1892 (ohne Verlag und Ort)
- Neue Gedichte, 1895 (ohne Verlag und Ort)
- Lieder eines Zigeuners, 1899, J. G. Cotta'sche Buchhandlung Nachfolger, Stuttgart, (Mit einer Einleitung von Carl Busse)
- Die singende Sünde, 1902, Verlag Albert Langen, München
- Mord: Geschichten, die mein Dolch erzählt, 1902, Hermann Seemann Nachf, Leipzig
- Zwei Bücher Liebe, 1903,  J. G. Cotta'sche Buchhandlung Nachfolger, Stuttgart
- Erichsens Liebe, 1906, Dt. Verl.-Anst., Stuttgart
- Das grosse Glück: Novelle, 1906, Wiener Verlag, Wien
- Des Satans Karten: Novellen, 1906, Dt. Verl.-Anst., Stuttgart
- Brückenlieder, 1906, Verlag Albert Langen, München
- Don Juan von Bank und andere Erzählungen, 1907, Hillger, Berlin
- Erste Liebe und andere Erzählungen, 1912, Bonnier, Leipzig
- Reis im Frühling und andere Novellen, 1912, P. Reclam, Leipzig
- Zwischen Himmel und Hölle, 1913, G.Grote'sche Verlagsbuchhandlung, Berlin